# Agapetus azureus
Agapetus azureus là một loài Trichoptera trong họ Glossosomatidae. Chúng phân bố ở miền Cổ bắc.